# جون سنكلير (عازف لوحة المفاتيح)
جون سنكلير (بالإنجليزية: John Sinclair)‏ هو عازف لوحة المفاتيح أمريكي وبريطاني، ولد في 12 أبريل 1952 في ويمبلي في المملكة المتحدة.

## وصلات خارجية
- الموقع الرسمي
- جون سنكلير على موقع IMDb (الإنجليزية)
- جون سنكلير على موقع ميوزك برينز (الإنجليزية)
- جون سنكلير على موقع ديسكوغز (الإنجليزية)
- جون سنكلير على موقع قاعدة بيانات الفيلم (الإنجليزية)